# Denijs van Alsloot
Denijs van Alsloot, vezetékneve előfordul Denis és Denys alakban is (Brüsszel?, 1570 körül – 1626 körül) flamand festő.

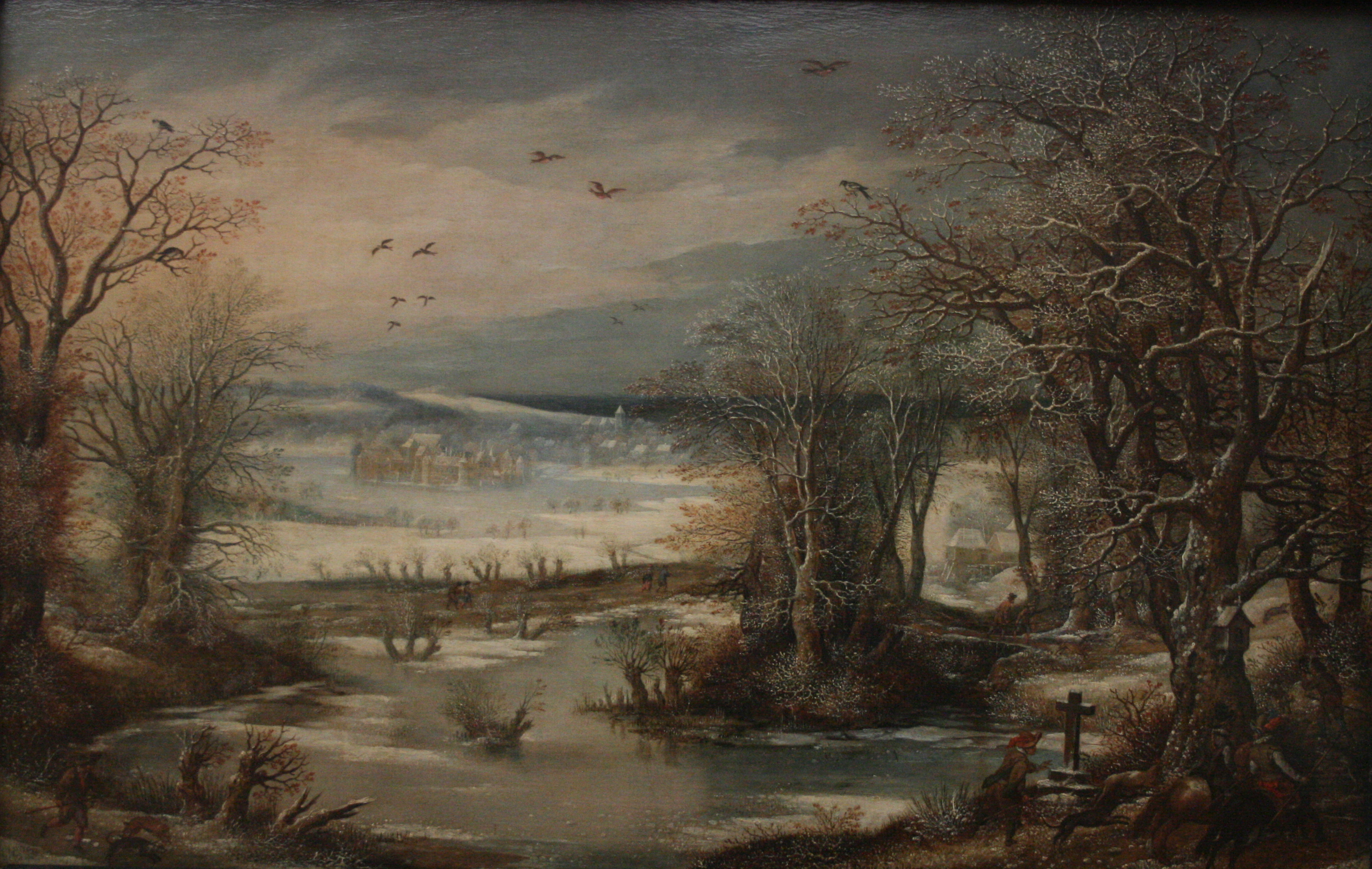
Téli tájkép a tervureni kastéllyal

## Élete
Eleinte Gillis van Coninxloo követőjeként alkotott, de 1610 után fokozatosan kialakította saját stílusát, ami megfigyelhető a Pradóban és a londoni Victoria and Albert Museumban látható festményein, valamint a brüsszeli Királyi Szépművészeti Múzeumban őrzött Téli tájkép a tervureni kastéllyal című képén is.
A 17. század elején VII. Albertnek, az osztrák Habsburgok németalföldi helytartójának udvari festője volt.
Van Alsloot-ot a modern tájképfestészet előfutárának is tekintik.